# يخذف (حبيش)

تعديل مصدري - تعديل

يخذف محلة تابعة لقرية الربع، التابعة لعزلة بني شبيب بمديرية حبيش إحدى مديريات محافظة إب في الجمهورية اليمنية، بلغ تعداد سكانها 84 حسب تعداد اليمن لعام 2004.